# Albrighton, Pimhill
Albrighton är en by i civil parish Bomere Heath and District, i distriktet Shropshire, i grevskapet Shropshire, i England. Byn är belägen 5 km från Shrewsbury. Albrighton var en civil parish 1866–1967 när blev den en del av Pimhill, Astley och Shrewsbury. Civil parish hade 248 invånare år 1961. Byn nämndes i Domedagsboken (Domesday Book) år 1086, och kallades då Etbritone.